# Осада Лейдена
Осада Ле́йдена — осада испанскими войсками в 1573—1574 годах голландского мятежного города Лейден в рамках Восьмидесятилетней войны и англо-испанской войны. Осада не удалась, и город был успешно освобождён в октябре 1574 года.

## Предыстория
К 1572 году большинство округов Голландии и Зеландии были заняты голландскими повстанцами, стремившимися избавиться от испанского господства. Генерал-губернатор Нидерландов герцог Альба пытался сломить сопротивление голландцев и использовал Амстердам в качестве плацдарма, так как этот город был единственный в графстве Голландия, сохранившим верность испанской короне. Росту антииспанских настроений способствовала жестокость испанских солдат при взятии ими Нардена и осаде Харлема.
После взятия испанцами Харлема в результате семимесячной осады графство Голландия оказалось разделено на две части. Альба попытался завоевать Алкмар на севере, но город выдержал испанскую атаку. Тогда Альба послал своего офицера Франсиско де Вальдеса на юг для атаки Лейдена. Но уже весьма скоро Альба понял, что не в состоянии подавить восстание так быстро, как он собирался, и просил короля о своей отставке. В декабре отставка была принята, и новым генерал-губернатором был назначен менее одиозный Луис де Суньига-и-Рекесенс.

## Первая осада
К началу осады в октябре 1573 года Лейден имел большие запасы продовольствия. Осада стала для испанцев трудным испытанием: почва была слишком рыхлой для ведения подкопа, и городские оборонительные сооружения не удалось повредить. Защищала Лейден повстанческая армия, состоявшая из голландских, английских и шотландских войск, а также отрядов французских гугенотов. Лидер голландских повстанцев, Вильгельм I Оранский попытался спасти Лейден, отправив армию в Нидерланды. В апреле 1574 года Вальдес прервал осаду для отражения атаки голландской армии, но Санчо де Авила первым настиг голландцев и разбил их войско в битве при Моке.

## Вторая осада
Армия Вальдеса вернулась для продолжения осады 26 мая 1574 года. Город, как казалось, вот-вот падет: запасы иссякали, повстанческая армия была разбита, а мятежная территория была очень мала по сравнению с огромной испанской империей.
Вильгельм I Оранский, однако, был полон решимости спасти город. Поэтому он послал почтового голубя в город с запиской, в которой просил горожан продержаться ещё три месяца. Чтобы выполнить обещание, Вильгельм Оранский собирался взорвать дамбы и затопить равнину близ города (таким же образом был спасен Алкмар), чтобы прислать к стенам Лейдена флот. Однако в таком случае ущерб окружающей сельской местности был бы огромным, и поэтому население области воспротивилось прорыву плотин. В конце концов Вильгельм I Оранский добился своего, и 3 августа дамбы были открыты. Для прорыва осады был собран флот из двухсот малых судов и большой запас провизии. Однако вскоре после того, как дамбы были открыты, Вильгельм Оранский — вдохновитель всей операции — слег с лихорадкой, и снятие осады было отложено. Кроме того, затопление окраин заняло больше времени, чем ожидалось, поскольку ветер оказался неблагоприятным. 21 августа жители Лейдена направили послание Вильгельму, в котором заявили, что они, как и обещали, продержались три месяца — два с продовольствием и один без него. Вильгельм прислал ответ, сообщив, что дамбы взорваны, и спасение придет в ближайшее время.
Тем не менее, только в первый день сентября, когда Вильгельм оправился от болезни, экспедиция возобновилась. Более 15 миль отделяло повстанческий флот от Лейдена, 10 из них удалось пройти без труда. 10 сентября флот подошел к уцелевшей и удерживаемой испанцами плотине, перекрывшей ему путь. Голландцы сходу захватили плотину в ходе ночного нападения. На следующее утро испанцы контратаковали, но были отбиты с потерей нескольких сотен солдат. Плотина была взорвана, и голландский флот подошел к Лейдену.
Однако ещё один барьер преграждал повстанцам путь. Испанцам удалось восстановить одну из дамб, из-за чего единственный путём к Лейдену для голландцев оставался канал, ведший к озеру Зутермер. Этот канал тщательно охранялся 3000 испанцев, и повстанцы не смогли взять канал под свой контроль. Вскоре вода стала уходить, и большинство голландских кораблей сели на мель.

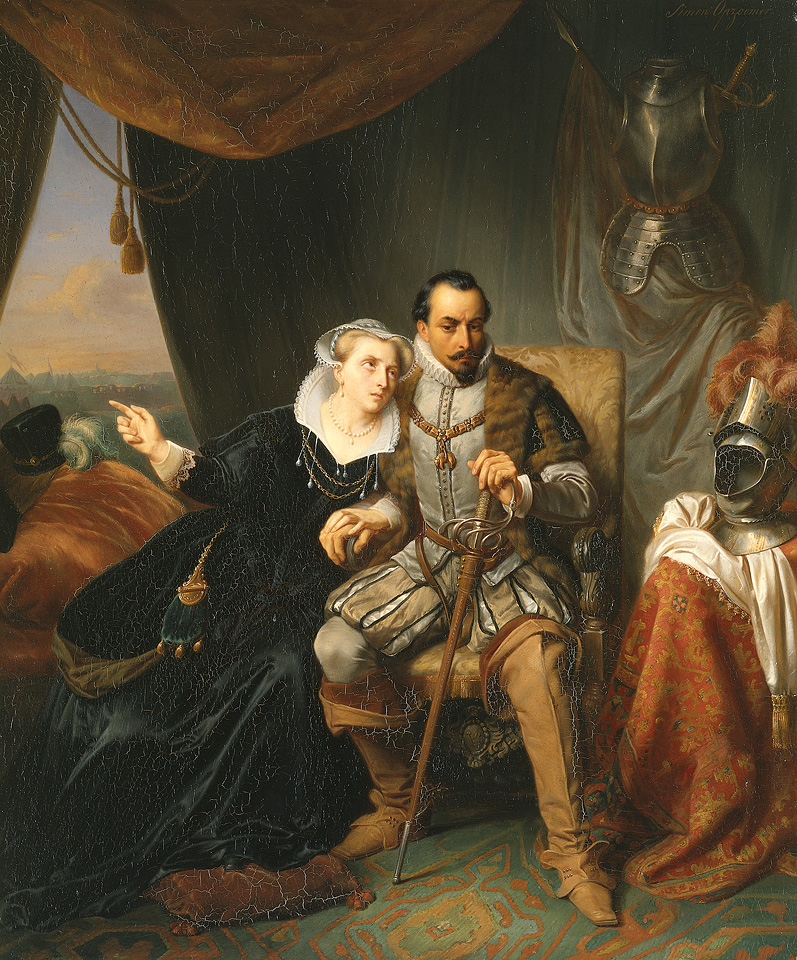
Магдалена Монс и Франсиско де Вальдес. Магдалена Монс считается спасительницей Лейдена.

Между тем, в городе жители потребовали капитуляции, увидев голландские корабли на мели. Но мэр Петер ван дер Верфф вдохновил своих сограждан держаться, заявив, что готов отрубить свою руку и накормить ею голодных. Тысячи жителей умерли от голода, однако остальные держались, полагая, что испанцы, войдя в город, убьют всех, как это произошло в Нардене.
Только 1 октября ветер сменился на западный, вода стала прибывать, и флот повстанцев снова поднял паруса. Теперь только два форта перекрывали голландцам путь к городу — Зутервуде и Ламмен,— оба имели сильный гарнизон. Гарнизон Зутервуде, однако, бросил форт, лишь завидев голландский флот. В ночь со 2 на 3 октября испанцы оставили и форт Ламмен, сняв тем самым осаду Лейдена. По иронии судьбы в ту же ночь часть стены Лейдена, подмытой морской водой, рухнула, оставив город беззащитным. На следующий день обоз повстанцев вошел в город, раздавая жителям селедку и белый хлеб.

## Последствия
В 1575 году испанская казна иссякла, солдаты перестали получать жалование и взбунтовались. После разграбления Антверпена все Нидерланды восстали против Испании. Лейден вновь был в безопасности.
3 октября в Лейдене проходит ежегодный фестиваль в память о снятии осады в 1574 году. Муниципалитет традиционно в этот день раздает бесплатную сельдь и белый хлеб жителям города.

## В культуре
- Осада Лейдена находится в центре сюжета исторической повести советского детского писателя Константина Сергиенко «Кеес — Адмирал Тюльпанов» (1975).